# Gostivar
Gostivar (în macedoneană Гостивар, în albaneză Gostivari) este un oraș situat în partea nord-vestică a Macedoniei, la poalele munților Šar, pe cursul superior al râului Vardar. Centru administrativ.

## Personalități născute aici
- Baiazid Doda (1888 - 1933), fotograf albanez.